# Spas Penew
Spas Kokow Penew (bg. Спас Коков Пенев; ur. 10 czerwca 1933 w miejscowości Jardżiłowci) – bułgarski zapaśnik walczący w stylu klasycznym. Olimpijczyk z Rzymu 1960, gdzie zajął dziesiąte miejsce w kategorii 62 kg.